# Justine (Durrell)
Justine é um romance de Lawrence Durrell publicado em 1957.
A obra é o primeiro volume da saga Quarteto de Alexandria. Justine é uma das quatro interlocutoras do romance, que conta vários aspectos de uma complexa história de paixão e decepção por vários pontos de vista. O quarteto é formado em uma cidade egípcia, Alexandria nas décadas de 30 e 40. A cidade se torna também um complexo personagem, como os próprios protagonistas humanos.
Justine é narrado por um inglês, que não tem nome, no romance, mas tem seu nome revelado depois. Ele é um escritor e professor. Vivendo sozinho em uma ilha, ele reconta eventos passados e casos amorosos, inclusive seu romance com Justine - uma mulher linda, rica, misteriosa e judia, que é casada com Nessim. Quase todos os personagens são eroticamente obcecados com Justine. Justine usa essa obsessão para saciar seus próprios demônios, muitas vezes destruindo emocionalmente os envolvidos.
O romance foi adaptado para o cinema em 1969.